# ビンディケーション島

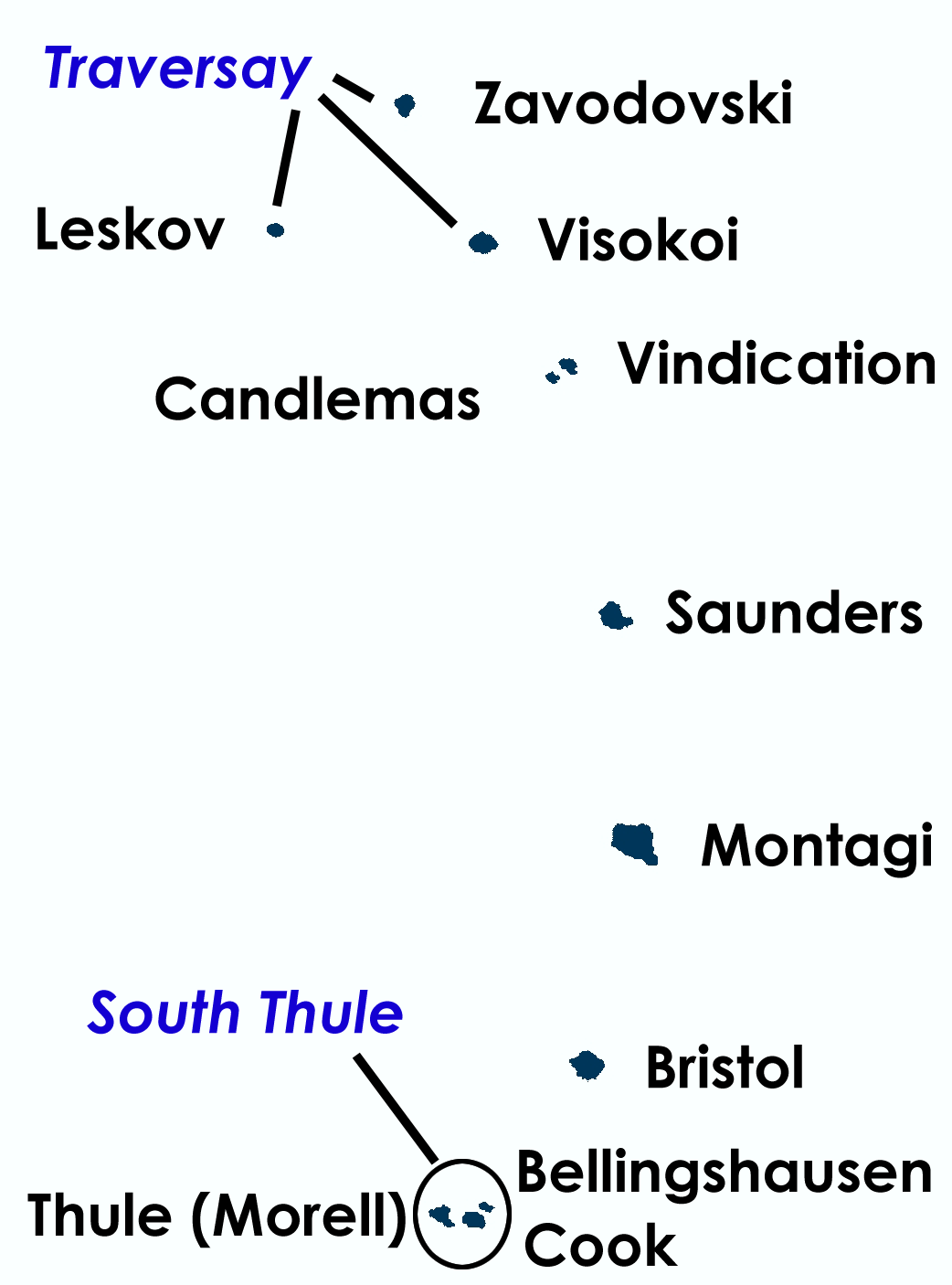
サウスサンドウィッチ諸島

ビンディケーション島（英語: Vindication Island）は、サウスサンドウィッチ諸島の島で、イギリス領サウスジョージア・サウスサンドウィッチ諸島に属している。また、近傍にあるキャンドルマス島とともにキャンドルマス諸島を構成する。キャンドルマス島とはネルソン海峡によって隔てられている。無人島。最高点は430 m（クワドラント山）。